# Zalduondo
Zalduondo község Spanyolországban, Arabában. Lakosainak száma 194 fő (2024).

## Földrajza
Zalduondo San Millán és Asparrena községekkel határos.

## Népesség
A település lakosságának változását az alábbi diagram mutatja:
| Lakosok száma | 139  | 162  | 176  | 185  | 197  | 185  | 188  | 183  | 192  | 194  |
|               | 2001 | 2004 | 2006 | 2009 | 2011 | 2014 | 2016 | 2019 | 2021 | 2024 |